# Ebenung
Ebenung ist ein Weiler des Ortsteils Vormberg der Gemeinde Sinzheim im Landkreis Rastatt in Baden-Württemberg. Die Ortschaft liegt 2,5 km südöstlich von Sinzheim am westlichen Ausläufer des Fremersbergs im Nordschwarzwald am Rand der Oberrheinischen Tiefebene.

## Geschichte
Ebenung wird 1386 unter dem Namen Ebenat (ahd. ebanoti, Ebene) erstmals urkundlich erwähnt. Die Freiherren Stein von Reichenau besaßen in Ebenung ein großes landwirtschaftliches Gut. Im 17. Jahrhundert kam dieses durch Heirat an den badischen Rat, den Freiherren Peter von Schwarzenberg. Dieser verkaufte den Eigenhof 1645 an das Jesuitenkolleg Speyer. Am 25. Juni 1655 stimmt Papst Alexander VII. gegenüber dem Bischof von Speyer einem Verkauf des Gutes Ebenung zu. Käufer wird das Jesuitenkolleg Baden-Baden. Nachdem die Antoniuskapelle, welche seit dem 14. Jahrhundert am südlichen Ortsende Sinzheims an der B3 stand, 1974 abgebrochen wurde, wurde der Bau der Ebenunger 14-Nothelfer-Kapelle, als Ersatz ersterer, 1975 abgeschlossen.